# FMT
FMT is een Italiaans historisch merk van motorfietsen.
De bedrijfsnaam was: Fratelli Mattarollo Treviso.
De gebroeders Mattarollo uit Treviso produceerden van 1918 tot 1940 motorfietsen in Treviso. Het betrof lichte motorfietsjes met tweetaktmotoren van 124- en 132 cc en ze waren naar keuze leverbaar met twee of drie versnellingen. Ze hadden een buisframe, maar men ontwikkelde ook een speciaal "liefhebbersmodel" dat een plaatframe kreeg.